# دارشکنک آفریقایی
دارشکنک آفریقایی (نام علمی: Sasia africana) نام یک گونه از سرده ساسیا است.